# آكل الحيوان
آكل الحيوان (الاسم العلمي: Zoophagus)، جنس فطريات من الفطريات الاقترانية التي تتغذى على الدوارات والديدان الأسطوانية. قُيدت في عام 1911 من قبل Sommerstorff، الذي اعتبرها في الأصل بمثابة طلائعيات بيضية. إنها شائعة في مجموعة متنوعة من موائل المياه العذبة، مثل البرك ومحطات معالجة مياه الصرف الصحي.